# Auszeit (Film)
Auszeit (Originaltitel: L’Emploi du temps) ist ein französisches Filmdrama von Laurent Cantet aus dem Jahr 2001. In Deutschland kam der Film am 10. Oktober 2002 in die Kinos.

## Handlung
Vincent fährt mit seinem Auto durch winterlich-nebliges Alpenvorland im Südosten Frankreichs. Mehrmals täglich telefoniert er mit seiner Frau Muriel und erzählt ihr von seinen Besuchen bei Kunden, die aber niemals stattfinden. Er schläft in seinem Auto und lässt sich treiben. Es stellt sich heraus, dass Vincent aus seinem Job als Unternehmensberater gefeuert wurde, aber seiner Familie davon nichts gesagt hat. Er erfindet eine neue Stelle bei der UNO in der Schweiz, leiht sich von seinem Vater Geld für den Kauf eines Apartments und verbringt seine Tage weiterhin im Wagen. Doch an den Wochenenden spielt er seiner Familie eine heile Welt vor.
Auf der Suche nach immer neuen Geldquellen, um den Lebensstandard seiner Familie zu halten, verspricht er Freunden und Bekannten eine Geldanlage mit hoher Rendite. So sammelt er von einem Dutzend Leuten Geld ein, das er auch für ein neues Auto ausgibt. Jean-Michel, ein Händler für gefälschte Markenprodukte beobachtet ihn bei seinen Geschäften im Hotel und bietet ihm an bei ihm mitzumachen. Die beiden Männer sind sich sympathisch und in seiner Not lässt sich Vincent darauf ein. Er schmuggelt die Waren über die Schweizer Grenze.
Muriel besucht Vincent in Genf. Sie verbringen ein glückliches Wochenende auf einer Hütte in den verschneiten Alpen. Langsam schöpft Muriel Verdacht. Von einem ehemaligen Arbeitskollegen ihres Mannes erfährt sie, dass diesem schon vor Monaten gekündigt wurde. Vincent wächst seine Lügenexistenz schließlich über den Kopf. Er will nach Hause. Als er dort ankommt, merkt er, dass etwas nicht stimmt; seine Kinder wissen auch schon Bescheid und sein Vater möchte ihn sprechen. Vincent flieht, steigt ins Auto und hört am Telefon seinen Vater, der seine Geldprobleme regeln will, sowie seine Frau, die ihm sagt, dass sie ihn liebe. Er aber spricht kein Wort, steigt aus dem Wagen und verschwindet im Scheinwerferlicht auf einer nächtlichen Wiese.
Der Film endet mit einem Vorstellungsgespräch für eine neue Stelle, die Vincent auch zu bekommen scheint. Seine Mimik lässt erahnen, dass er mit diesem Job nicht glücklich sein wird.

## Kritiken
„Feinfühlige Studie eines Furcht einflößenden Selbstbetrugs, die die Krise des Mittelstands vor dem Hintergrund zunehmender Globalisierung spiegelt. Der nach einer wahren Begebenheit inszenierte Film besticht durch den Hauptdarsteller sowie die ausgewogene Wechselwirkung von emotionaler Kälte und Selbstentfremdung.“

„128 Minuten lang lässt Cantet das Leben seines Protagonisten den Bach hinuntergehen, immer tiefer der Katastrophe entgegenschlittern. Langweilig wird das nie. Vincents Lethargie, die Aurélien Recoing mit jeder Bewegung ausdrückt, aus jeder Pore ausstrahlt, trägt den Film von ganz alleine. In der Einstiegsszene fährt Vincent mit dem Auto neben einem hochalpinen Bummelzug her und beginnt ein Wettrennen, das er, wie so vieles andere in diesem Film, verliert. Der Zug des Lebens, so scheint es, fährt an ihm vorüber – ohne ihn an Bord. Selten ist das deutlicher in Bilder gefasst worden als hier.“

## Auszeichnungen
Bei den Internationalen Filmfestspielen von Venedig, wo der Film am 4. September 2001 seine Premiere feierte, erhielt Regisseur Cantet den Don-Quixote-Preis. Bei der Viennale wurde der Film mit dem FIPRESCI-Preis prämiert. Darüber hinaus erhielt Auszeit eine Nominierung für den Europäischen Filmpreis in der Kategorie Bestes Drehbuch. 2003 war der Film zudem für den Independent Spirit Award als Bester ausländischer Film nominiert.